# Euderces noguerai
Euderces noguerai là một loài bọ cánh cứng trong họ Cerambycidae.